# سانتا كروث دي مونكايو
بلدية سانتا كروث دي مونكايو (بالإسبانية: Santa Cruz de Moncayo) هي بلدية تقع في مقاطعة سرقسطة التابعة لمنطقة أراغون شمال شرق إسبانيا.

## الديموغرافيا
بلغ عدد سكان بلدية سانتا كروث دي مونكايو 130 نسمة عام 2011 (وفقاً للمعهد الوطني الإسباني للإحصاء).
| 101 | 116 | 115 | 120 | 125 | 131 | 130 |